# Bellebrune
Bellebrune é uma comuna francesa na região administrativa de Altos da França, no departamento de Pas-de-Calais. Estende-se por uma área de 5,32 km². Em 2010 a comuna tinha 423 habitantes (densidade: 79,5 hab./km²).